# Гигловце
Гигловце (словац. Giglovce) — село и одноимённая община в округе Вранов-над-Топлёу Прешовского края Словакии.

## История
Впервые упоминается в 1408 году.
В селе есть римо-католический костел.

## Население
| Год:                | 1994 | 2004     | 2014     | 2024     |
| ------------------- | ---- | -------- | -------- | -------- |
| Количество человек: | 189  | 170      | 145      | 130      |
| Разница:            |      | −10,05 % | −14,70 % | −10,34 % |

Национальный состав населения (по данным последней переписи населения 2001 года):
- словаки — 100,0 %.

Состав населения по принадлежности к религии состоянию на 2001 год:
- римо-католики — 96,51 %,
- греко-католики — 3,49 %.